# مارکوس ارهارد
مارکوس ارهارد (انگلیسی: Markus Ehrhard؛ زادهٔ ۱۴ ژوئیهٔ ۱۹۷۶) بازیکن فوتبال اهل آلمان است.
از باشگاه‌هایی که در آن بازی کرده‌است می‌توان به باشگاه فوتبال اوردینگن ۰۵ و باشگاه فوتبال بوخوم اشاره کرد.